# Soma Bringer
Soma Bringer (ソーマブリンガー?) è un videogioco di ruolo sviluppato da Monolith Soft e pubblicato nel 2008 da Nintendo per Nintendo DS.

## Modalità di gioco
Soma Bringer è un action RPG che presenta una modalità multigiocatore cooperativa in cui si possono controllare tre dei sette personaggi. Nella modalità in singolo, due personaggi saranno controllati da intelligenze artificiali.

## Accoglienza
Il gameplay del gioco è stato paragonato a quello delle serie Diablo e Mana.